# IFA Fistball World Tour Finals 2023
Die vierte Austragung der IFA Fistball World Tour Finals findet vom 19. bis 22. Oktober 2023 statt. Austragungsort der Finals ist wie schon im Vorjahr Curitiba.

## Teilnehmer
Qualifiziert sind die sechs Meister der kontinentalen Regionen Afrika, Asien, Australien/Ozeanien, Europa, Nordamerika und Südamerika. Dazu sind die beiden besten Mannschaften der IFA Fistball World Tour 2022 teilnahmeberechtigt. Verzichtet der Meister einer kontinentalen Region auf die Teilnahme, wird das Feld mit der bestplatzierten, nicht qualifizierten Mannschaft der IFA Fistball World Tour 2022 aufgefüllt.

## World Tour Finals Männer

### Teilnehmer
| # | Team                     | Land        | Kontinent   | Qualifikation                      | Platz World Tour |
| - | ------------------------ | ----------- | ----------- | ---------------------------------- | ---------------- |
| 1 | TSV Pfungstadt           | Deutschland | Europa      | Titelverteidiger                   |                  |
| 2 | Clube Mercês             | Brasilien   | Nordamerika | Bestes Pan-American Team 2022      |                  |
| 3 | S.G. Novo Hamburgo       | Brasilien   | Südamerika  | Kontinentalmeister & Finalist 2022 |                  |
| 4 | Tigers Vöcklabruck       | Österreich  | Europa      | Kontinentalmeister 2022            |                  |
| 5 | Sogipa Porto Alegre      | Brasilien   | Südamerika  | World Tour                         | 2                |
| 6 | DSG UKJ Froschberg       | Österreich  | Europa      | World Tour                         | 3                |
| 7 | UFG Grieskirchen/Pötting | Österreich  | Europa      | World Tour                         | 4                |
| 8 | Clube Duque de Caxias    | Brasilien   | Südamerika  | World Tour                         | 5                |

### Spielplan
Die acht teilnehmenden Teams spielen in zwei 4er-Gruppen die Halbfinalisten aus, anschließend werden in zwei Halbfinalen die Finalisten ermittelt. Die Gruppendritten und -vierten spielen anschließend den "Duque de Caxias-Cup" aus. Sämtliche Spiele werden auf drei Gewinnsätze gespielt.

#### Vorrunde
Gruppe A (Jorge "Baica" Schör)
| Do., 19. Oktober 2023 |   |           |                     |   |                     |                                     |
| M1                    | 1 | 12:00 Uhr | TSV Pfungstadt      | – | Sogipa Porto Alegre | 3:0 (11:5, 11:5, 11:9)              |
| M2                    | 2 | 12:00 Uhr | Clube Mercês        | – | Duque de Caxias     | 1:3 (8:11, 11:9, 7:11, 9:11)        |
| Fr., 20. Oktober 2023 |   |           |                     |   |                     |                                     |
| M5                    | 1 | 12:00 Uhr | TSV Pfungstadt      | – | Clube Mercês        | 3:0 (11:6, 11:6, 11:5)              |
| M6                    | 2 | 12:00 Uhr | Duque de Caxias     | – | Sogipa Porto Alegre | 2:3 (8:11, 11:4, 11:8, 9:11, 10:12) |
| Sa., 21. Oktober 2023 |   |           |                     |   |                     |                                     |
| M9                    | 1 | 15:00 Uhr | TSV Pfungstadt      | – | Duque de Caxias     | 3:0 (11:6, 11:6, 11:8)              |
| M10                   | 2 | 09:45 Uhr | Sogipa Porto Alegre | – | Clube Mercês        | 1:3 (11:9, 7:11, 6:11, 8:11)        |

| Pl. | Team                | Sp. | Sätze | Ballverh. | Pkt. |
| --- | ------------------- | --- | ----- | --------- | ---- |
| 1   | TSV Pfungstadt      | 3   | 9:0   | 99:56     | 6    |
| 2   | Duque de Caxias     | 3   | 5:7   | 111:114   | 2    |
| 3   | Clube Mercês        | 3   | 4:7   | 94:107    | 2    |
| 4   | Sogipa Porto Alegre | 3   | 4:8   | 97:124    | 2    |

Gruppe B (Victor Hugo Körbes)
| Do., 19. Oktober 2023 |   |           |                          |   |                          |                                    |
| M3                    | 1 | 13:30 Uhr | S.G. Novo Hamburgo       | – | DSG UKJ Froschberg       | 3:1 (11:9, 12:14, 11:8, 12:10)     |
| M4                    | 2 | 13:30 Uhr | Union Tigers Vöcklabruck | – | UFG Grieskirchen/Pötting | 3:0 (11:8, 13:11, 12:10)           |
| Fr., 20. Oktober 2023 |   |           |                          |   |                          |                                    |
| M7                    | 1 | 13:30 Uhr | S.G. Novo Hamburgo       | – | Union Tigers Vöcklabruck | 3:0 (11:6, 11:6, 11:6)             |
| M8                    | 2 | 13:30 Uhr | DSG UKJ Froschberg       | – | UFG Grieskirchen/Pötting | 3:2 (11:7, 11:9, 4:11, 8:11, 11:7) |
| Fr., 20. Oktober 2023 |   |           |                          |   |                          |                                    |
| M11                   | 1 | 10:30 Uhr | S.G. Novo Hamburgo       | – | UFG Grieskirchen/Pötting | 3:0 (11:4, 11:9, 11:8)             |
| M12                   | 2 | 10:30 Uhr | DSG UKJ Froschberg       | – | Union Tigers Vöcklabruck | 1:3 (8:11, 11:6, 3:11, 9:11)       |

| Pl. | Team                     | Sp. | Sätze | Ballverh. | Pkt. |
| --- | ------------------------ | --- | ----- | --------- | ---- |
| 1   | S.G. Novo Hamburgo       | 3   | 9:1   | 112:80    | 6    |
| 2   | Union Tigers Vöcklabruck | 3   | 6:4   | 93:93     | 4    |
| 3   | DSG UKJ Froschberg       | 3   | 5:8   | 117:130   | 2    |
| 4   | UFG Grieskirchen/Pötting | 3   | 2:9   | 95:114    | 0    |

#### Duque de Caxias-Cup
Halbfinale
| Sa., 21. Oktober 2023 |   |           |                     |   |                          |  |
| M13                   | 1 | 13:30 Uhr | Clube Mercês        | – | UFG Grieskirchen/Pötting |  |
| M14                   | 2 | 13:30 Uhr | Sogipa Porto Alegre | – | DSG UKJ Froschberg       |  |

Spiel um Platz 3 (World-Tour Platz 7)
| So., 22. Oktober 2023 |   |           |               |   |               |  |
| M17                   | 1 | 09:00 Uhr | Verlierer M13 | – | Verlierer M14 |  |

Finale (World-Tour Platz 5)
| So., 22. Oktober 2023 |   |           |            |   |            |  |
| M18                   | 1 | 10:30 Uhr | Sieger M13 | – | Sieger M14 |  |

#### Halbfinale
| Sa., 21. Oktober 2023 |   |           |                 |   |                          |  |
| M15                   | 1 | 16:30 Uhr | TSV Pfungstadt  | – | Union Tigers Vöcklabruck |  |
| M16                   | 2 | 16:30 Uhr | Duque de Caxias | – | S.G. Novo Hamburgo       |  |

#### Spiel um Platz 3
| So., 22. Oktober 2023 |  |           |               |   |               |  |
| M19                   |  | 13:30 Uhr | Verlierer M15 | – | Verlierer M16 |  |

 Finale 
| So., 22. Oktober 2023 |  |           |            |   |            |  |
| M20                   |  | 16:45 Uhr | Sieger M15 | – | Sieger M16 |  |

## World Tour Finals Frauen

### Teilnehmer
| # | Team                   | Land        | Kontinent  | Qualifikation                 | Platz World Tour |
| - | ---------------------- | ----------- | ---------- | ----------------------------- | ---------------- |
| 1 | Sogipa Porto Alegre    | Brasilien   | Südamerika | Titelverteidiger              |                  |
| 2 | TV Jahn Schneverdingen | Deutschland | Europa     | Kontinentalmeister 2022       |                  |
| 3 | S.G. Novo Hamburgo     | Brasilien   | Südamerika | Bestes Pan-American Team 2022 |                  |
| 4 | TSV Dennach            | Deutschland | Europa     | World Tour                    | 2                |
| 5 | ASKÖ Seekirchen        | Österreich  | Europa     | World Tour                    | 3                |
| 6 | Clube Duque de Caxias  | Brasilien   | Südamerika | World Tour                    | 6                |
| 7 | Union Nussbach         | Österreich  | Europa     | World Tour                    | 7                |
| 8 | Clube Mercês           | Brasilien   | Südamerika | World Tour                    | 9                |

### Spielplan
Die acht teilnehmenden Teams spielen in zwei 4er-Gruppen die Halbfinalisten aus, anschließend werden in zwei Halbfinalen die Finalisten ermittelt. Die Gruppendritten und -vierten spielen anschließend den "Duque de Caxias-Cup" aus. Sämtliche Spiele wird auf drei Gewinnsätze gespielt.

#### Vorrunde
Gruppe A (Claus Jorge Süffert)
| Do., 19. Oktober 2023 |   |           |                     |   |                    |                                     |
| W1                    | 1 | 09:00 Uhr | Sogipa Porto Alegre | – | TSV Dennach        | 3:2 (12:14, 9:11, 11:5, 11:9, 11:9) |
| W2                    | 2 | 09:00 Uhr | S.G. Novo Hamburgo  | – | Union Nussbach     | 0:3 (7:11, 8:11, 7:11)              |
| W5                    | 1 | 15:00 Uhr | Sogipa Porto Alegre | – | Union Nussbach     | 0:3 (9:11, 5:11, 9:11)              |
| W6                    | 2 | 15:00 Uhr | S.G. Novo Hamburgo  | – | TSV Dennach        | 0:3 (5:11, 8:11, 3:11)              |
| Fr., 20. Oktober 2023 |   |           |                     |   |                    |                                     |
| W9                    | 1 | 15:00 Uhr | Sogipa Porto Alegre | – | S.G. Novo Hamburgo | 3:1 (5:11, 11:8, 11:7, 11:6)        |
| W10                   | 2 | 15:00 Uhr | TSV Dennach         | – | Union Nussbach     | 3:1 (11:2, 6:11, 11:6, 11:6)        |

| Pl. | Team                | Sp. | Sätze | Ballverh. | Pkt. |
| --- | ------------------- | --- | ----- | --------- | ---- |
| 1   | TSV Dennach         | 3   | 8:4   | 120:095   | 4    |
| 2   | Union Nußbach       | 3   | 7:3   | 091:084   | 4    |
| 3   | Sogipa Porto Alegre | 3   | 6:6   | 115:113   | 4    |
| 4   | S.G. Novo Hamburgo  | 3   | 1:9   | 070:104   | 0    |

Gruppe B (Lothar Germano Jaehnert)
| Do., 19. Oktober 2023 |   |           |                        |   |                        |                               |
| W3                    | 1 | 10:30 Uhr | Clube Duque de Caxias  | – | ASKÖ Seekirchen        | 1:3 (13:11, 9:11, 8:11, 7:11) |
| W4                    | 2 | 10:30 Uhr | TV Jahn Schneverdingen | – | Club Merces            | 3:0 (11:6, 11:8, 11:6)        |
| Fr., 20. Oktober 2023 |   |           |                        |   |                        |                               |
| W7                    | 1 | 10:30 Uhr | Clube Duque de Caxias  | – | Club Merces            | 3:0 (11:3, 11:5, 11:1)        |
| W8                    | 2 | 10:30 Uhr | TV Jahn Schneverdingen | – | ASKÖ Seekirchen        | 3:0 (11:6, 11:9, 11:7)        |
| W11                   | 1 | 16:30 Uhr | Clube Duque de Caxias  | – | TV Jahn Schneverdingen | 3:0 (11:8, 11:5, 12:10)       |
| W12                   | 2 | 16:30 Uhr | Club Merces            | – | ASKÖ Seekirchen        | 0:3 (10:12, 3:11, 9:11)       |

| Pl. | Team                   | Sp. | Sätze | Ballverh. | Pkt. |
| --- | ---------------------- | --- | ----- | --------- | ---- |
| 1   | Clube Duque de Caxias  | 3   | 7:3   | 104:076   | 4    |
| 2   | TV Jahn Schneverdingen | 3   | 6:3   | 089:076   | 4    |
| 3   | ASKÖ Seekirchen        | 3   | 6:4   | 100:092   | 4    |
| 4   | Clube Mercês           | 3   | 0:9   | 051:100   | 0    |

#### Duque de Caxias-Cup
Halbfinale
| Sa., 21. Oktober 2023 |   |           |                     |   |                 |  |
| W13                   | 1 | 12:00 Uhr | Sogipa Porto Alegre | – | Clube Mercês    |  |
| W14                   | 2 | 12:00 Uhr | S.G. Novo Hamburgo  | – | ASKÖ Seekirchen |  |

Spiel um Platz 3 (World-Tour Platz 7)
| So., 22. Oktober 2023 |   |           |               |   |               |  |
| W17                   | 1 | 09:00 Uhr | Verlierer W13 | – | Verlierer W14 |  |

Finale (World-Tour Platz 5)
| So., 22. Oktober 2023 |   |           |            |   |            |  |
| W18                   | 1 | 10:30 Uhr | Sieger W13 | – | Sieger W14 |  |

#### Halbfinale
| Sa., 21. Oktober 2023 |   |           |               |   |                        |  |
| W15                   | 1 | 15:00 Uhr | TSV Dennach   | – | TV Jahn Schneverdingen |  |
| W16                   | 2 | 15:00 Uhr | Union Nußbach | – | Clube Duque de Caxias  |  |

#### Spiel um Platz 3
| So., 22. Oktober 2023 |  |           |               |   |               |  |
| W19                   |  | 12:00 Uhr | Verlierer W15 | – | Verlierer W16 |  |

 Finale 
| So., 22. Oktober 2023 |  |           |            |   |            |  |
| W20                   |  | 15:00 Uhr | Sieger W15 | – | Sieger W16 |  |